# 自衛消防組織 (危険物)

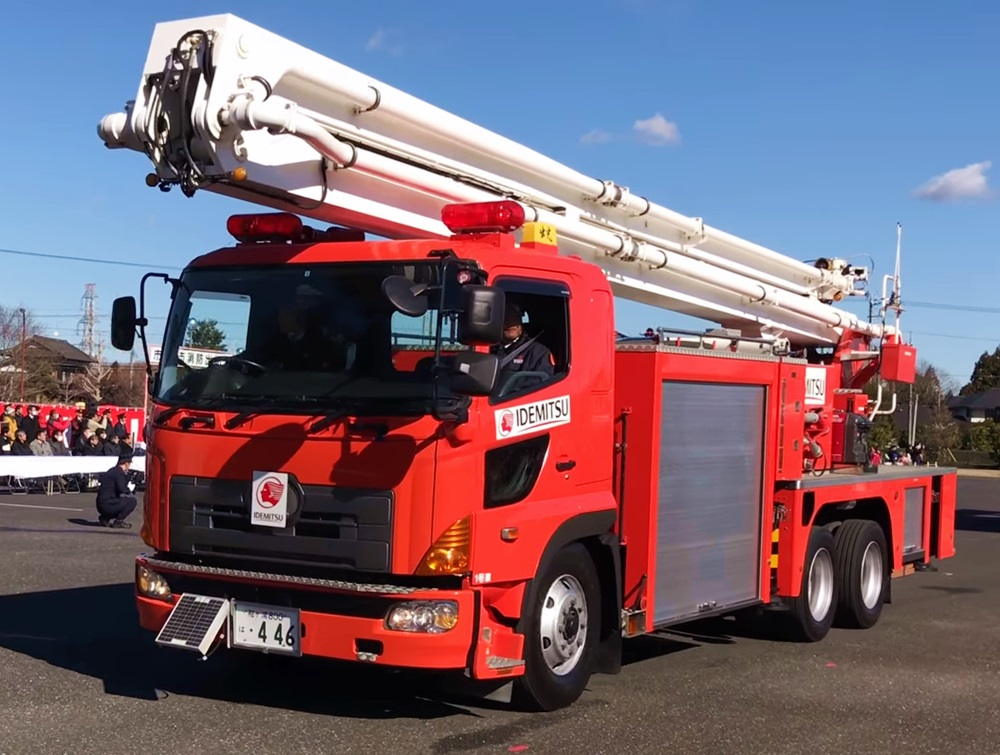
高所放水車
（出光興産　自衛消防隊）

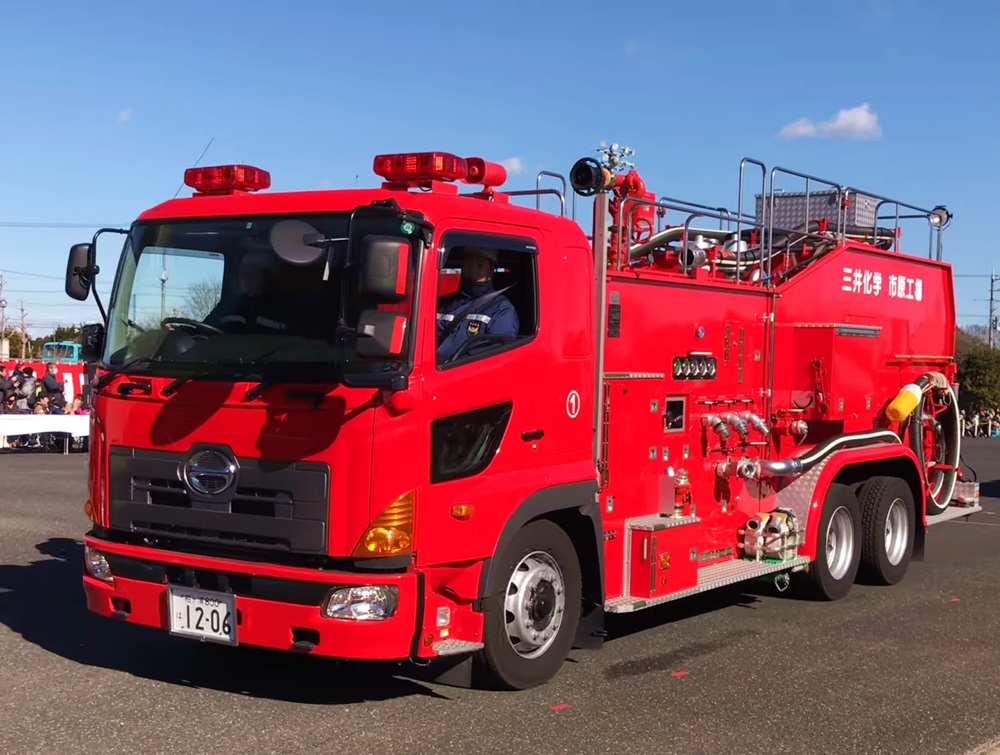
大型化学消防車
（三井化学　市原工場 自衛消防隊）

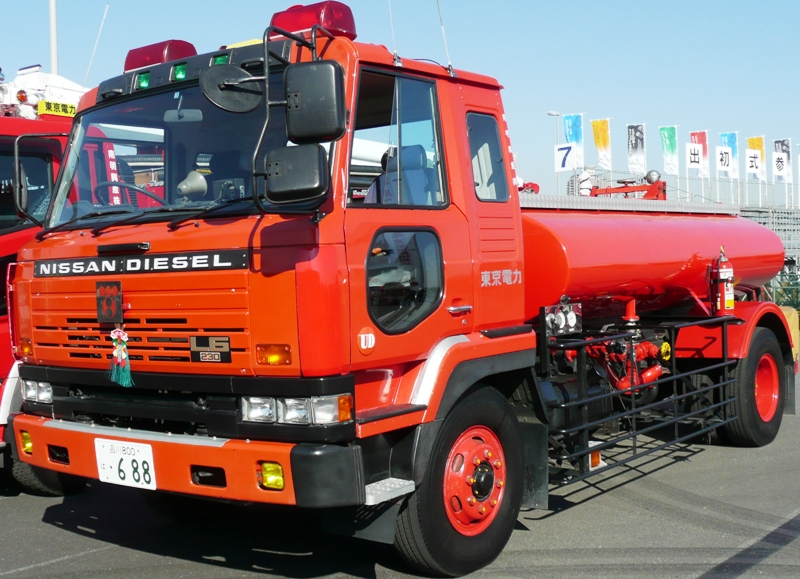
泡原液搬送車
（東京電力　発電所自衛消防隊）

自衛消防組織（じえいしょうぼうそしき）とは、消防法第14条の4、危険物の規制に関する政令および危険物の規制に関する規則に基づき一定規模を有する危険物を取り扱う事業所に設置が義務付けられている、事業所の従業員により構成された自衛の消防組織 のことを指す。
自衛消防組織とはあくまで法律上に規定する名称であって、事業所において設置している場合、全国的には「 自衛消防隊 」と呼称する方が一般的である。
日本の火力発電所などの大規模な事業所には、化学消防車などを備えた有力な自衛消防隊が整えられている。
同じく事業所のうち、石油コンビナートなどで事業を営む特定事業者においては石油コンビナート等災害防止法により自衛防災組織、原子力事業者については原子力災害対策特別措置法により原子力防災組織という異なる法的根拠、規定の下でそれぞれ 別枠の防災組織を定めることになっている。
なお、高層のオフィスビルやショッピングセンター等においても自衛消防組織（自衛消防隊）があるが、こちらは消防法8条の2の5、同法36条、消防法施行令に基づき多数の者が出入りする一定規模以上の防火対象物を対象に編成されており、存在意義や法的根拠が異なる。

## 自衛消防組織を編成しなければならない事業所
危険物保安統括管理者を選任しなければならない事業所の条件と同じであり（危険物の規制に関する政令第38条2項）、第4類の危険物を取り扱う以下の事業所である。
- 製造所、一般取扱所　指定数量の3000倍以上
- 移送取扱所　指定数量以上

## 消防団(公共機関)と自衛消防隊(自衛消防組織)
- 自衛消防組織は多くの場合において、「自衛消防隊」として編成されているが、一部には「自衛消防団」という名称を採用しているところもあるが、消防組織法に言う消防団とは異なるものである。
- 近年は地元の消防団と事業所の自衛消防組織の連携が重視され、また消防団と事業所の間で提携し、事業所にも消防団組織として事業所分団を置くことも検討される向きもある。

こうした連携が進むことによって、益々 消防団と自衛消防組織の協力体制ができ、地域住民と事業所で消防団の任務を共有することも期待されている。

## 関連法・規定
自衛消防組織について規定する法令は以下の通りである。

### 消防法(昭和23年法律第186号)
第14条の4　同一事業所において政令で定める製造所、貯蔵所又は取扱所を所有し、管理し、又は占有する者で政令で定める数量
以上の危険物を貯蔵し、又は取り扱う者は、政令で定めるところにより、当該事業所に自衛消防組織を置かなければならない。

### 危険物の規制に関する政令(昭和34年政令第306号)
（自衛消防組織を置かなければならない事業所）

第38条 法第14条の4の政令で定める製造所、貯蔵所又は取扱所は、指定施設とする。

2 法第14条の4の政令で定める数量は、第30条の3第2項に規定する数量とする。

（自衛消防組織の編成）

第38条の2 法第14条の4の規定による自衛消防組織（以下「自衛消防組織」という。）は、次の表の上欄に掲げる事業所の区分に

応じそれぞれ同表の中欄及び下欄に掲げる数以上の人員及び化学消防自動車（指定施設である移送取扱所を有する事業所にあつては、総務省令で定める数以上の人員及び化学消防自動車）をもつて編成しなければならない。ただし、火災その他の災害のための相互応援に関する協定を締結している事業所については、総務省令で定めるところにより編成することをもつて足りるものとする。
| 事業所の区分                                                                                | 人員数 | 化学消防自動車の台数 |
| ------------------------------------------------------------------------------------------- | ------ | -------------------- |
| 指定施設において取り扱う第4類の危険物の最大数量が指定数量の12万倍未満である事業所           | 5人    | 1台                  |
| 指定施設において取り扱う第4類の危険物の最大数量が指定数量の12万倍以上24万倍未満である事業所 | 10人   | 2台                  |
| 指定施設において取り扱う第4類の危険物の最大数量が指定数量の24万倍以上48万倍未満である事業所 | 15人   | 3台                  |
| 指定施設において取り扱う第4類の危険物の最大数量が指定数量の48万倍以上である事業所           | 20人   | 4台                  |

2 前項の化学消防自動車は、総務省令で定める消火能力及び設備を有するものでなければならない。

3 第1項の化学消防自動車には、消火活動を実施するために必要な消火薬剤及び器具を備えておかなければならない。

### 危険物の規制に関する規則(昭和34年総理府令第55号)
※本規則は危険物の規制に関する政令第38条の2に規定する総務省令のことを指す。
　（移送取扱所を有する事業所の自衛消防組織の編成）

第64条　令第38条の2第1項に規定する総務省令で定める人員数及び化学消防自動車の台数は、次のとおりとする。

　一　指定施設である移送取扱所を有する事業所のうち移送取扱所以外の指定施設を有する事業所については、別表第5及び第6

の人員数及び化学消防自動車の台数を合計した数。ただし、第65条第5号に規定する化学消防ポンプ自動車を置く事業所については、人員数5名及び化学消防自動車1台を減じた数とすることができる。

　二　指定施設である移送取扱所のみを有する事業所については、別表第６の人員数及び化学消防自動車の台数。
　（自衛消防組織の編成の特例）

第64条の2　令第38条の2第1項ただし書の総務省令で定める編成は、火災その他の災害のための相互応援に関する協定を締結し

ているすべての事業所を一の事業所と、当該すべての事業所の指定施設において取り扱う第四類の危険物の最大数量を一の事業所の指定施設において取り扱う第四類の危険物の最大数量とみなして同項 本文の規定を適用した場合における人員及び化学消防自動車の台数とすることができる。ただし、相互応援に関する協定を締結している各事業所の自衛消防組織は、少くとも当該事業所の指定施設において取り扱う第四類の危険物の最大数量に応じ、令第38条の2第1項の表に掲げる化学消防自動車の台数の1/2以上の台数の化学消防自動車及び化学消防自動車1台につき5人以上の人員をもつて編成しなければならない。
　（化学消防自動車の基準）

第65条　令第38条の2第2項の総務省令で定める化学消防自動車の消火能力及び設備の基準は、次のとおりとする。
一 　泡を放射する化学消防自動車にあつてはその放水能力が毎分2000リットル以上、消火粉末を放射する化学消防自動車

にあつてはその放射能力が毎秒35キログラム以上であること。
二 　泡を放射する化学消防自動車にあつては消火薬液槽及び消火薬液混合装置を、消火粉末を放射する化学消防自動車にあつては消火粉末槽及び加圧用ガス設備を車体に固定すること。
三 　泡を放射する化学消防自動車にあつては24万リットル以上の泡水溶液を放射することができる量の消火薬液を、消火粉末を放射する化学消防自動車にあつては1400キログラム以上の量の消火粉末を備えておくこと。
四 　泡を放射する化学消防自動車の台数は、令第38条の2第1項の表に掲げる化学消防自動車の台数の2/3以上とすること。
五 　指定施設である移送取扱所を有する事業所の自衛消防組織に編成されるべき化学消防自動車のうち、移送取扱所に係るものとして別表第六で算定される化学消防自動車は、第一号から第三号までに定める基準のほか、容量1000リットル以上の水槽及び放水銃等を備えていること。